# Meester van Hoogstraten

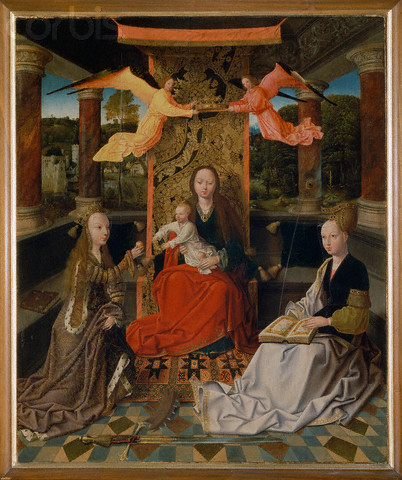
Madonna met Kind en de HH. Catharina en Barbara, ca. 1520, Galleria degli Uffizi, Florence

De Meester van Hoogstraten is de noodnaam voor een kunstschilder die actief was in Antwerpen tussen 1520 en 1530. Hij werd genoemd naar een veelluik van Onze-Lieve Vrouw van Zeven Smarten dat zich vroeger bevond in de Sint-Catharinakerk in Hoogstraten en vandaag bewaard wordt in het Koninklijk Museum voor Schone Kunsten Antwerpen. Deze Meester was waarschijnlijk afkomstig uit de Noordelijke Nederlanden maar kan beschouwd worden als een Antwerps maniërist.

## Stijlkenmerken
De Meester schilderde in de stijl van Quinten Massijs en zijn werk, hoewel duidelijk verwant met het Antwerps maniërisme, doet soms denken aan de schilderkunst van het begin van de zestiende eeuw in Brugge. Sommige kunsthistorici plaatsen hem in de omgeving van Gerard David die op het einde van zijn carrière in Antwerpen actief was.

## Werken
Naast het eponiem werk, de Onze-Lieve Vrouw van Zeven Smarten in het Koninklijk Museum voor Schone Kunsten Antwerpen bevindt zich in het Museum Mayer van den Bergh in Antwerpen, een Aanbidding der Wijzen van deze Meester. In de Koninklijke Musea voor Schone Kunsten van België in Brussel bewaart men nog een Madonna met Kind en een Bewening van Christus, die aan deze Meester worden toegeschreven. Ook in het Museo del Prado in Madrid, het Uffizi in Florence en het Poesjkinmuseum in Moskou kan men werk van deze Meester terugvinden.

## Weblinks
- (nl)  afbeeldingen van toegeschreven werken KIK-IRPA

- RKD-Nederlands Instituut voor Kunstgeschiedenis: 53293
- Union List of Artist Names: 500024411
- Virtual International Authority File: 95831894